# Maungakiekie-Tāmaki Ward
Der Maungakiekie-Tāmaki Ward ist eine Verwaltungseinheit des Auckland Council in Neuseeland.

## Geographie
Der eine Fläche von 40,35 km² umfassende Maungakiekie-Tāmaki Ward grenzt im Westen an den Albert-Eden-Puketāpapa Ward, im Norden an den Ōrākei Ward und im Süden über das Māngere Inlet an den Manukau Ward.
Die Grenze des Ward verläuft, beginnend von der Brücke des New Zealand State Highway 20 im Westen, rund 1,6 km entlang des Motorways nach Nordwesten, knickt dann in nördliche Richtung zum Park des ehemaligen Vulkans Maungakiekie / One Tree Hill, ihn rechtsdrehend um 180° umschließend. Von dort aus verläuft die Grenze des Ward in einem Bogen ostwärts, umgeht den kleinen Stadtteil Stonefields und führt weiter nach Norden, Saint Johns östlich mit einschließend und danach weiter nach Osten bis zur Wai o Taiki Bay des Tāmaki River. Der Fluss bildet bis südlich zum Otāhuhu Creek die östliche Grenze des Ward. Vom Mündungsgebiet des Otāhuhu Creek führt die Grenzlinie dann nach Westen und schließt den Stadtteil Westfield mit ein. Nun bildet das Māngere Inlet die Grenze des Ward und führt westlich bis zum Ausgangspunkt der Brücke.

## Wirtschaftsdaten
Der Maungakiekie-Tāmaki Ward verfügte im Jahr 2023 über eine Einwohnerzahl von 84.100. Laut der Statistik des zugehörigen Maungakiekie-Tāmaki Local Board beschäftigten im gleichen Zeitraum 11.568 ansässige Unternehmen 108.869 Personen.
Das Bruttosozialprodukt, in Neuseeland Gross Domestic Product (GDP) genannt, betrug im Jahr 2023 im Maungakiekie-Tāmaki Local Board 16.447 Mrd. NZD, mit einem Wachstum gegenüber dem Vorjahr von 3,6 %. Neuseeland insgesamt hatte im gleichen Bemessungszeitraum im Vergleich dazu ein Wachstum von 2,9 %.
In dem oben genannten Local Board führte die Branche Großhandel und Handel mit 14,0 % Anteil am GDP die Statistik an, gefolgt von der Branche Fertigung/Produktion mit 12,1 % und der Bauwirtschaft mit 9,2 % Anteil.

## Politische Führung des Maungakiekie-Tāmaki Ward
Die politische Führung des Auckland Council erfolgt durch den Mayor (Bürgermeister) und 20 Ward Councillors (Ward-Stadträte) und in jedem der dreizehn vorhandenen Wards noch einmal durch eine unterschiedliche Anzahl von Mitgliedern, die in Local Boards organisiert sind. Die derzeit 21 Local Boards haben insgesamt 149 Mitglieder. Während sich die Local Boards auf die Entscheidungsfindung und Führung auf kommunaler Ebene konzentrieren, befassen sich der Mayor und die Councillors mit dem großen Ganzen der Stadt und mit den strategischen Entscheidungen für das gesamte Stadtgebiet des Auckland Council.
Für den Maungakiekie-Tāmaki Ward ist ein Councillor (Stadtrat) zuständig und auf lokaler Ebene 7 Mitglieder des Local Board für den Maungakiekie-Tāmaki Local Board.